# John Carl Murchie
John Carl Murchie, kanadski general, * 1895, † 1966.